# Andor
Az Andor férfinév az András régi magyar alakváltozatának, az Andorjás névnek a rövidülése, de lehet a régi magyar Andornak név rövidülése is, ami a görög eredetű és latin Andronicus magyar változata, és a jelentése: férfiak legyőzője.

## Rokon nevek
András, André, Andos, Andorás, Bandó, Endre

## Gyakorisága
Az 1990-es években igen ritka név volt, a 2000-es években a 92-99. leggyakoribb férfinév, kivéve 2004-et, 2008-at és 2009-et, mert akkor nem szerepelt a 100 leggyakoribb férfinév között.

## Névnapok
- május 17.[2]
- október 9.[2]
- október 11.[2]
- november 30.[2]

## Híres Andorok
- Ajtay Andor színész
- Albert Andor szobrászművész
- Bajor Andor író
- Dusóczky Andor orvos, az első magyar okleveles sportorvos
- Földes Andor zongoraművész
- Fóti Andor rendőr nyomozó, író
- Gábor Andor költő, író
- Kellér Andor konferanszié
- Lázár Andor volt igazságügy-miniszter
- Lendvai Andor operaénekes
- Lilienthal Andor sakkozó
- Lukáts Andor színész
- Németh Andor író, költő, műfordító, kritikus
- Révész Andor újságíró, író
- Schmuck Andor politikus
- Széchenyi Andor utazó
- Záhonyi Andor filmrendező
- Zulawski Andor költő, székesfővárosi főjegyző